# Silkstone Common
Silkstone Common är en by i distriktet Barnsley i South Yorkshire i England. Byn är belägen 18,1 km 
från Sheffield. Orten har 1 378 invånare (2015).